# Nicolas Defuisseaux
Nicolas François Joseph Defuisseaux (Bergen, 2 februari 1802 - Baudour, 24 november 1857) was een Belgisch senator.

## Levensloop
Nicolas was een zoon van de juwelier Ernest Defuisseaux en van Amélie Fontaine. Hij trouwde met Catherine Lefebure en in tweede huwelijk met Eléonore Messine. Hij was de vader van Léon, Alfred en Fernand Defuisseaux.
Hij promoveerde tot doctor in de rechten aan de Rijksuniversiteit Gent (1825) en was advocaat aan de balie van Bergen (1825-1847). Hij was ook medestichter van een fabriek van keramiek in Baudour.
Hij werd verkozen tot provincieraadslid (1838-1852) en werd in 1852 liberaal senator voor het arrondissement Bergen, in opvolging van de overleden Alexandre de Royer de Dour, een mandaat dat hij uitoefende tot in 1854.
Hij was lid van de vrijmetselaarsloge La Concorde in Bergen (1828), en vervolgens lid (1838) en achtbare meester van La Parfaite Union in Bergen.